# Brevurus masandaranus
Brevurus masandaranus is een pissebed uit de familie Porcellionidae. De wetenschappelijke naam van de soort is voor het eerst geldig gepubliceerd in 1986 door Schmalfuss.